# Janusz Smogorzewski
Janusz Smogorzewski (ur. 22 czerwca 1904 w Łodzi, zm. 7 października 1991 w Warszawie) – polski fotograf, fotoreporter. Fotoreporter Akademickiej Agencji Fotograficznej. Fotoreporter Agencji Fotograficznej Światowid. Prezes oraz wiceprezes Zarządu Syndykatu Fotoreporterów Polskich. Członek Stowarzyszenia Dziennikarzy Polskich. Członek Klubu Fotografii Prasowej SDP.

## Życiorys
Janusz Smogorzewski absolwent średniej szkoły Kazimierza Kulwiecia w Warszawie (1923), związany z warszawskim środowiskiem fotograficznym, mieszkał i pracował w Warszawie – fotografią zajmował się od 1911 roku. Jako fotoreporter zadebiutował w 1920 roku – wykonując reporterskie zdjęcia sportowe (pierwsza publikacja prasowa w krakowskich Wiadomościach Sportowych). W czasie późniejszym współpracował z czasopismem Stadion. Miejsce szczególne w jego twórczości zajmowała fotografia architektury, fotografia prasowa oraz fotografia sportowa.  
Janusz Smogorzewski w 1923 roku był współtwórcą Akademickiej Agencji Prasowej, przemianowanej w 1924 na Machowski, Złakowski i S-ka – agencji współpracującej m.in. z Kurierem Porannym. W latach 1925–1926 był fotoreporterem Kuriera Porannego. W latach 1926–1930 był fotoreporterem współpracującym z Agencją Fotograficzną Światowid. W latach 1929–1939 był fotoreporterem Gazety Polskiej oraz Ilustrowanego Kuriera Codziennego. Od 1930 roku do 1939 pracował w Wydziale Fotograficznym Polskiej Agencji Telegraficznej. Był członkiem Syndykatu Fotoreporterów Polskich, w którym pełnił funkcję wiceprezesa Zarządu oraz (od 1934) prezesa Zarządu SFP. 
W 1944 roku (za przynależność do Armii Krajowej) został wywieziony do Związku Radzieckiego – do Warszawy powrócił w 1947. Od 1947 roku do 1948 był fotoreporterem warszawskiego czasopisma Tydzień. W 1952 roku został etatowym fotoreporterem tygodnika Stolica. W 1948 roku został członkiem Stowarzyszenia Autorów ZAiKS. W 1957 roku był współautorem (z Edmund Kupiecki i Zbyszko Siemaszko) zdjęć do albumu 250 fotografii zamków i pałaców polskich. Od 1958 był członkiem Klubu Fotografii Prasowej Stowarzyszenia Dziennikarzy Polskich. 
Janusz Smogorzewski zmarł 7 października 1991, pochowany na Cmentarzu Powązkowskim w Warszawie. Pokaźny dorobek fotograficzny Janusza Smogorzewskiego (odbitki i negatywy) został zniszczony w czasie II wojny światowej. Pozostałe jego prace znajdują się m.in. w zbiorach Muzeum Warszawy.

## Publikacje
- 250 fotografii zamków i pałaców polskich. Wydawnictwo: Stolica (1957)[6][7]